# Taylor Lorenz
Taylor Lorenz (Nueva York, c. 1984-1987) es una reportera de cultura y tecnología estadounidense para la sección de estilos de The New York Times, que cubre temas relacionados con la cultura de Internet. En 2020, la revista Fortune la incluyó en su lista 40 Under 40 y Adweek la incluyó en su lista de «Jóvenes influyentes de 2020 que están dando forma a los medios, el marketing y la tecnología». Fue miembro visitante Knight en 2019 en la Universidad de Harvard y está afiliada al Berkman Klein Center for Internet & Society.

## Primeros años y educación
Lorenz nació en la ciudad de Nueva Yorky creció en Old Greenwich, Connecticut. Asistió a la universidad en la Universidad de Colorado en Boulder, antes de transferirse a Hobart and William Smith Colleges, donde se graduó con una licenciatura en Ciencias Políticas. Lorenz ha declarado que el sitio de redes sociales Tumblr, donde mantuvo un blog cuando tenía poco más de 20 años, hizo que se interesara por la cultura de Internet.

## Carrera profesional
Lorenz se unió a The New York Times en septiembre de 2019. Anteriormente trabajó como directora global de medios sociales para el Daily Mail, editora sénior y directora de plataformas emergentes en The Hill, y escribió como escritora de tecnología y cultura para Business Insider, The Atlantic, y The Daily Beast. Para el Times, Lorenz trabaja como reportera de cultura y tecnología, cubriendo las tendencias en las redes sociales y los hábitos de Internet de los jóvenes. Según The Caret, sus informes son consumidos con frecuencia por «capitalistas de riesgo de Silicon Valley, especialistas en marketing y ... cualquiera que tenga curiosidad por saber cómo Internet está dando forma a las formas en que los humanos se expresan y se comunican».
Lorenz era una usuaria activa de Clubhouse, una plataforma de medios sociales basada en audio, popular en la comunidad de capital de riesgo.
A mediados de 2020, firmó un acuerdo con la editorial Simon & Schuster para un libro titulado Extremely Online: Gen Z, the Rise of Influencers, and the Creation of a New American Dream («Extremadamente en línea: Generación Z, el surgimiento de personas influyentes y la creación de un nuevo sueño americano»).

## Reconocimientos
Fue incluida en la lista de 40 Under 40 de Fortune para 2020 en la categoría «Medios y entretenimiento». Fortune afirmó que se ha «consolidado como una autoridad sin igual» cuyo nombre se convirtió en «sinónimo de cultura juvenil en línea» durante su tiempo en The Daily Beast y The Atlantic. Ese mismo año, Adweek la incluyó en su lista de «Jóvenes influyentes de 2020 que están dando forma a los medios, el marketing y la tecnología», indicando que Lorenz «contextualiza Internet como lo vivimos». La revista Reason le atribuyó la popularización del término «OK Boomer» en una historia que declaraba «el fin de las relaciones generacionales amistosas».

## Vida personal

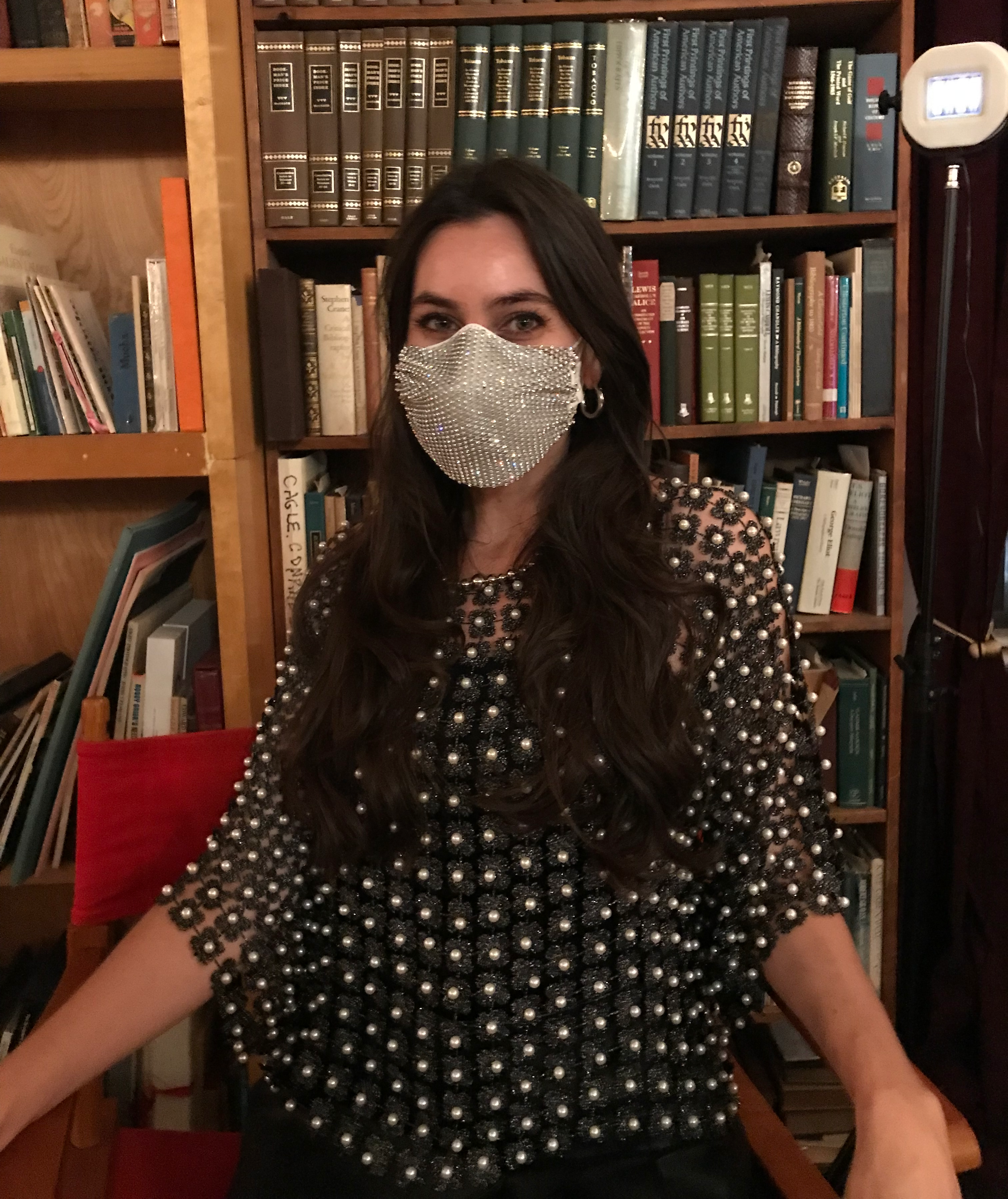
Lorenz usa regularmente una mascarilla facial en público, alegando problemas autoinmunes.

Mantiene una presencia activa en las redes sociales en múltiples plataformas, incluidas Instagram, Twitter y TikTok y dijo en 2020 que pasa «todo el día, todos los días en Internet». En julio de 2020, cuando Lorenz todavía era residente de Nueva York, pidió consejo en un tuit sobre dónde moverse en el área de la Gran Los Ángeles; el tuit generó críticas y «reveló estereotipos profundamente arraigados que los angelinos albergan unos sobre otros». Ese verano, se mudó de Brooklyn a Los Ángeles.
En enero de 2015, anunció su compromiso con Christopher Mims, columnista de tecnología en The Wall Street Journal.